# Leelo Tungal
Leelo Tungal, född 22 juni 1947 i Tallinn, är en estnisk poet, barnboksförfattare, librettist, översättare och redaktör.
Tungal tog examen i estnisk filologi från universitetet i Tartu 1972. Hon arbetade därefter som lärarinna i estniska och i redaktionen för flera estniska ungdomstidskrifter, däribland Pioneer och Täheke. Hon författardebuterade 1966 då hon fick dikter publicerade i lyrikantologin Kummaliselt kiivitajad kurtsid. Hon har översatt litteratur från bl.a. ryska, engelska och tyska till estniska. 1979 gick hon med i Estniska SSR:s författarförbund (Eesti NSV Kirjanike Liit). 1994 grundade hon tidskriften Hea Laps, som riktar sig till barn, och som hon varit chefredaktör för sedan start.
Tungal är även författare av låttexter. Hon står bl.a. bakom två av Estlands bidrag i Eurovision Song Contest; Muretut meelt ja südametuld, som framfördes av Janika Sillamaa i föruttagningen till Eurovision Song Contest 1993, och Nagu merelaine som framfördes av Silvi Vrait i Eurovision Song Contest 1994.

### Poesi (i urval)
- Kummaliselt kiivitajad kurtsid (1966)
- Õitsev kuristik (1974)
- Veni, vidi, vidiit... (1979)
- Raamat ja kask (1979)
- Mullaketraja (1981)
- Tedre mäng (1982)
- Valguse aine (1986)
- Ei nime, ei hinda (1993)
- Ainus kangelastegu on naeratus (1994)
- Käsi on valge, süsi on must (2002)
- Täisminevik (2007)

### Poesi för barn (i urval)
- Koera elu (1976)
- Hundi lugemine (1978)
- Väike ranits (1982)
- Seltsis on segasem (1983)
- Tondu (1983)
- Tere-tere (1985)
- Vana vahva lasteaed (1988)
- Ema abilised (1991)
- Aastaring (1992)
- Põrsas Pamp (1993)
- Põrsapõli (1994)
- Marjajuur lume all (2000)
- Kirjad jõuluvanale (2001)
- Lepatriinu faksiga (2004)
- Lätikeelne jäätis (2006)
- Loomabeebits (2009)

### Barnböcker (i urval)
- Pool koera (1983)
- Kartul, lehm ja kosmonaut (1986)
- Kirju liblika suvi (1986)
- Pille, Madis ja teised (1989)
- Kristiina, see keskmine (1989)
- Barbara ja suvekoerad (1991)
- Vampiir ja pioneer (1993)
- Barbara ja sügiskoerad (1994)
- Kollitame, kummitame (1997)